# チャイルド・プレイ (2019年の映画)
『チャイルド・プレイ』（Child's Play）は、タイラー・バートン・スミス脚本、ラース・クレヴバーグ監督による2019年のアメリカ合衆国のスラッシャー映画である。『チャイルド・プレイ』シリーズ通算8作目かつ1988年の第1作のリブートであり、プロットもオリジナル版に沿っている。出演はオーブリー・プラザ、ガブリエル・ベイトマン、ブライアン・タイリー・ヘンリー、ティム・マシスンらであり、マーク・ハミルがチャッキーの声を務める。
2018年7月にメトロ・ゴールドウィン・メイヤーがシリーズの創始者であるドン・マンシーニやブラッド・ドゥーリフが関与しない現代版の『チャイルド・プレイ』を企画中であることを発表した。クレヴバーグとバートン・スミスがそれぞれ監督と脚本家として契約し、またプロデューサーとしてセス・グレアム＝スミスとデヴィッド・カッツェンバーグが加わった。主要撮影は2018年9月21日にブリティッシュコロンビア州バンクーバーで始まった。

## 内容
これまでのシリーズでは、連続殺人鬼の魂がブードゥー教の呪術によって人形に乗り移り殺人を繰り返すというオカルト要素の強い設定だったが、本作では「ハイテク機能を搭載したAI人形の暴走」という設定に変更されている。
また、シナリオの筋書きは「アンディを生涯の親友として認識したバディ人形が、アンディにとって疎ましい存在を次々と殺害していく」というもので、第1作目の初期案に近い内容になっている。

### あらすじ
母子家庭の母であるカレンは、大人気のバディ人形を手に入れ、息子のアンディにプレゼントした。これは、最初に起動した人間を「生涯の親友」として認識し、自動学習機能で成長を続け、更に、音声録音・再生機能、スマートフォンからの行動のプログラミング、スマート家電の操作などの多機能を実現する高性能の最新型AIを搭載したハイテク人形だった。
しかし、アンディが自分で名前を付けようとしても人形は聞き取れず、自ら「チャッキー」と名乗った。その上、通常なら制限されているはずの汚い言葉の聞き取りと学習ができてしまうことに加え、なぜか目が赤く不気味に光り出すなど、明らかに他のバディ人形とは違っていた。
訝しがりつつも徐々にチャッキーに愛着を抱くアンディだが、ある時、チャッキーはアンディを傷つけたという理由で、彼の飼い猫を殺そうとする。実は、バディ人形の製造工場に勤めるある職員が、上司から侮辱的な叱責と殴打という無情な仕打ちを受けたことに憤慨して、チャッキーのAIの制御装置を無効化して生産ラインに乗せてしまっていたのである。
そうとも知らないアンディは、通りすがりにチャッキーに興味を示し仲良くなった少年ファリンとパグと共に、自分に心ない態度を取り続ける母親のボーイフレンド・シェーンに、チャッキーを使ったいたずらを仕掛ける。その様を録画したビデオを面白がりながら視た後、3人そろって80年代のスプラッターホラー映画を視聴し殺人シーンを見て大笑いする。
その様を見て「殺人が所有者を喜ばせる行為である」と認識・学習したチャッキーはしだいに暴走し始め、刃物を持ち出してアンディたちを傷つけてしまう。激怒したアンディは人を傷つけないように言いつけ、チャッキーは反省するそぶりを見せる。しかし、気味悪がったカレンにクローゼットの中に押し込められたチャッキーはまんまと抜け出しアンディの飼い猫を殺害する。更にはシェーンを憎むアンディの「死ねばいいのに」というつぶやきを真に受け、シェーンを芝刈り機に巻き込ませて殺害してしまう。
シェーンを殺害してしまったチャッキーの暴走に耐え切れなくなったアンディは、ファリンとパグの協力の元チャッキーの電源を落として捨ててしまう。だが、チャッキーを拾ったアパートの管理人によって、修理されて再起動してしまう。管理人を殺したチャッキーは、再びアンディの親友に戻るべく、さらにエスカレートした行動を起こしていく。

## キャスト
※括弧内は日本語吹替声優
- チャッキーの声 - マーク・ハミル（島田敏）「バディー」という製品のAI人形。
- アンディ・バークレー（英語版） - ガブリエル・ベイトマン（金澤まい）主人公の少年。
- カレン・バークレー - オーブリー・プラザ（小島幸子）アンディの母親。
- マイク・ノリス刑事 - ブライアン・タイリー・ヘンリー（杉村憲司）
- ヘンリー・カスラン - ティム・マシスン[5]
- ファリン - ビアトリス・キットソス（ふじたまみ）アンディの友達。パグの姉。
- パグ - タイ・コンシーリョ（吉田ウーロン太）アンディの友達。ファリンの弟。
- シェーン - デヴィッド・ルイス（英語版）（上住谷崇）アンディの母親の恋人。
- ドリーン - カーリース・バーク（髙梨愛）マイクの母親。
- オマール - マーロン・カザーディ（松本花雪）近所のガキ大将。中盤、チャッキーを手に入れる。

## 製作

### 企画
2018年7月3日、『チャイルド・プレイ』が現代版としてリブートされ、メトロ・ゴールドウィン・メイヤーがオリジナルシリーズとは別のクリエイティブチームと共に企画中であることが発表された。監督としてラース・クレヴバーグ、脚本家としてタイラー・バートン・スミスが契約し、また『IT/イット “それ”が見えたら、終わり。』と『It: Chapter Two』のセス・グレアム＝スミスとデヴィッド・カッツェンバーグがプロデューサーに就任した。
2018年12月、ポッドキャスト「Post Mortem with Mick Garris」にゲスト出演したシリーズの創始者のドン・マンシーニはリメイクを批判し、製作するメトロ・ゴールドウィン・メイヤーはオリジナル映画の権利を保有し、彼らはそれを好きにすることが出来ると述べた。彼と仲間のシリーズプロデューサーのデヴィッド・カーシュナーの関与を尋ねられると彼は次のように答えた:
僕らは断ったよ。チャッキーとの事業が繁盛している最中だからね。僕は明らかに傷ついたよ。（中略）そして僕はキャラクターを創造して、30年間シリーズを育ててきた。だから誰かが「君たちの名前を映画に載せたいと思う」と言ってきた時、僕が支持されているように感じるのは難しかった。彼らは僕らの承認を望んでいたよ。僕は断固拒否した。

### キャスティング
プロジェクトの発表と同月、リヴ・タイラーの起用が構想されていることが明かされた。2018年9月、オーブリー・プラザ、ブライアン・タイリー・ヘンリー、ガブリエル・ベイトマンがキャストに加わった。2018年11月、Ty ConsiglioとBeatrice Kitsosがキャストに加わった。
2019年3月、俳優のマーク・ハミルがチャッキーの声を務めることが発表された。グレアム＝スミスは『エンターテインメント・ウィークリー』のインタビューでハミルの起用についての詳細を語った:
ダメ元で頼んだら、彼（ハミル）が、イエスと言ってくれたんだ。彼はチャッキー役の第1候補で、それが実現した。僕らはすでにマークと（チャッキーの声を）収録している。（マークのような）アイコンに、アイコニックなキャラクターを再構築してもらえるというだけでなく、著名な俳優にして声優である彼に、それをやってもらえるのは、本当に光栄なことだ。マークはこのチャレンジにものすごいエネルギーを注ぎ込み、とてもシリアスな仕上がりになっているよ。

### 視覚効果
視覚効果会社であるマスターズFXは6週間かけて7体のアニマトロニクス人形を準備し、それらはセットで必要に応じたアクションができる交換可能な腕と頭を持っている。

## マーケティング
2018年9月、チャッキーの1枚目の公式画像が公表され、人形の外観が明らかとなった。11月までには劇場用ポスターが公表され、また映画ではグッド・ガイ人形はバディ（Buddi）と呼ばれ、キャラクターのオリジナルデザインの影響を受けた実在のマイ・バディ人形が参照されることが明らかとなった。「Buddi」の「i」の部分はWi-Fiのシンボルとなっているが、これはキャラクターがハイテク機能を備えていることが示されている。オライオン・ピクチャーズは映画の公開に先立ち、作中に登場するカスラン・コープのウェブサイトを宣伝の一環として開設した。
最初の予告編は2019年2月8日に『プロディッジー』に併せて公開された。
同じくオモチャを題材にしたピクサーのCGアニメーション映画『トイ・ストーリー4』と公開日が重なったため、同作に登場するキャラクターがチャッキーに惨殺されている宣伝ポスターが制作された
。

## 公開
アメリカ合衆国では2019年6月21日に公開された。配給はオライオン・ピクチャーズがユナイテッド・アーティスツ・リリーシングを通して行う。ユナイテッド・アーティスツがシリーズを配給するのは1988年の1作目以来のことである。

## 評価
IGNのキャプテンアサガヤは、本作が良くも悪くも生まれ変わったと述べ、電子機器と同期して殺しにかかるチャッキーは斬新だが、オリジナル版にあった「小さくて可愛らしい人形がナイフを手にひたひたと襲い来る独特な恐ろしさ」が薄れ、電子機器の暴走という別の怖さがあったとしている。